# Eduard Blösch

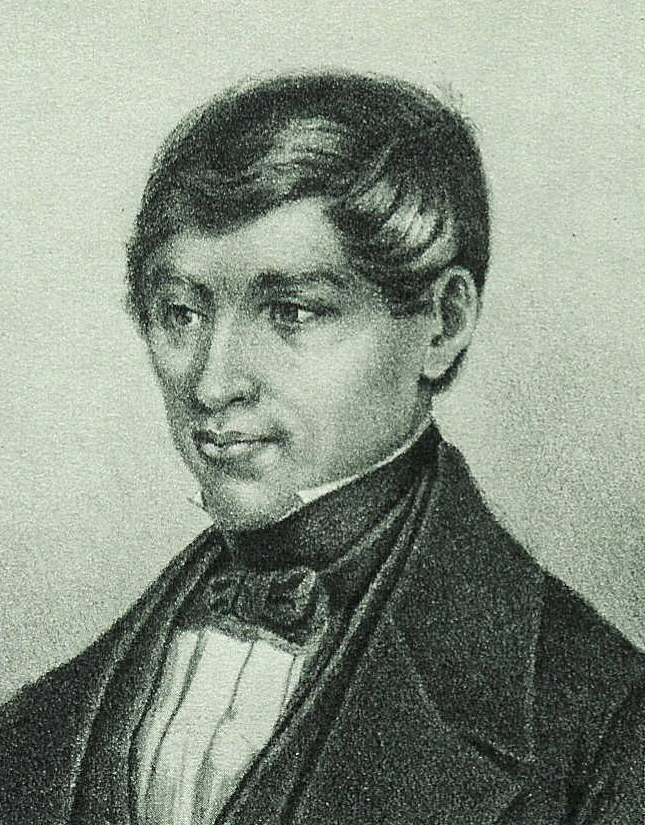
Eduard Blösch

Eduard Eugen Blösch (* 1. Februar 1807 in Biel/Bienne; † 7. Februar 1866 in Bern) war ein liberalkonservativer Berner und Schweizer Politiker.

## Biografie
Blösch war ein Sohn des Arztes Johann Alexander Bloesch und ein Bruder von Cäsar Adolf Bloesch. Nach einem Studium der Rechte an der Universität Bern – wo er Zofinger war – und der Universität Heidelberg arbeitete er als Jurist bei J. L. Schnell in Burgdorf. Daselbst war er Gemeindepräsident. 1838 wurde er Mitglied des Berner Kantonsparlamentes und 1841 zum Landammann gewählt, 1848 wurde er zum Oberauditor der Armee ernannt; von 1850 bis 1858 war er Berner Regierungsrat, 1850 bis 1854 als Regierungspräsident; 1850 bis 1851 Mitglied des Ständerates und 1851 bis 1866 des Schweizerischen Nationalrats und 1858 Präsident des Nationalrates. 1854 bis 1866 war er Bundesrichter und 1855 dessen Präsident.
Seiner Gesinnung entsprechend folgte Blösch anfangs der Regenerationsidee, lehnte aber die Verfassung von 1848 ab. Später wurde er in das konservative Lager gedrängt. Er verwirklichte bernische Gesetze zum Gemeindewesen, den Kirchen und der Schuldbetreibung. Er unterstützte aus wirtschaftlichen Gründen den Bundesstaat und war ein Förderer der Industrie. Er wirkte versöhnend bezüglich Sonderbund, Jesuitenfrage und Aargauer Klöster. 1863 kandidierte er als Bundesrat, blieb aber gegen Karl Schenk chancenlos.
Auf kantonaler Ebene schwand Blöschs Einfluss wegen der Mehrheit der Radikalen zunehmend. Im Jahr seiner erneuten Wahl zum bernischen Regierungspräsidenten verstarb er.